# 若爾尼夫卡 (基輔州)
50°19′23″N 30°9′35″E / 50.32306°N 30.15972°E

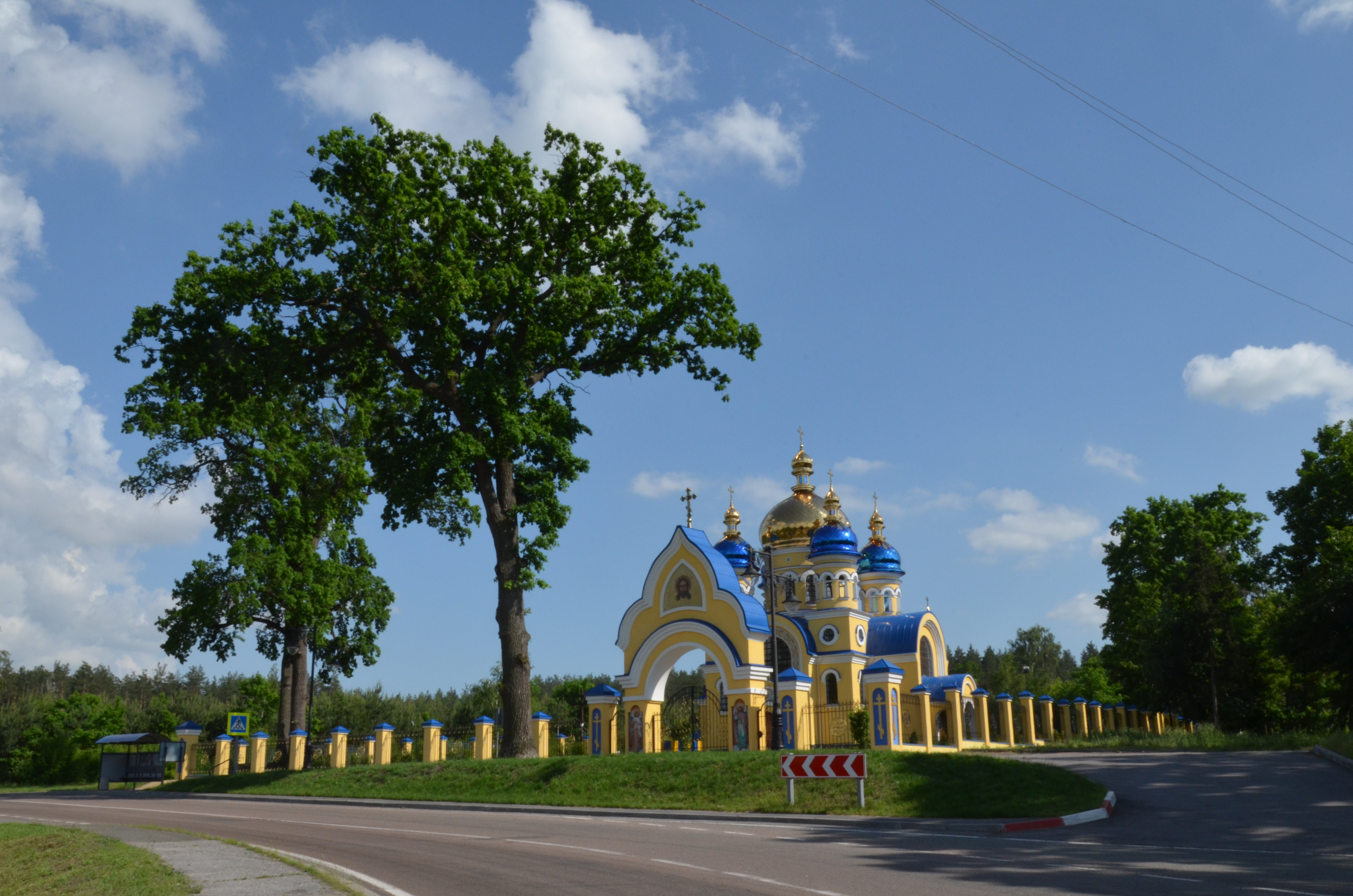
教堂

若爾尼夫卡（烏克蘭語：Жорнівка）是位於烏克蘭北部的村莊，由基辅州法斯蒂夫區的博亞爾卡市鎮負責管轄。該村始建於1489年，面積2.43平方公里，海拔高度119米，2001年人口576，人口密度每平方公里237人。